# Подземна река
Подземната река е река, която преминава изцяло или частично под повърхността на земята – там, където коритото на реката не е на повърхността на Земята (реките, преминаващи през каньоните не се считат за подземни). Тя също така не трябва да се бърка с водоносен хоризонт, който може да тече като река, но не съдържа пропусклив слой от скала или други некондензирани материали
Подземните реки може да бъдат напълно естествени, преминаващ през пещерата системи. В карстовата топография реките могат да изчезнат през дупки, продължавайки под земята. В някои случаи те могат да се появят на дневна светлина надолу по тунела. Някои риби (известни като пещерни риби) и други троглолитни организми са адаптирани към живот под земята.
Подземните реки могат да бъдат и резултат от покриване на река или пренасочване на потока към водостоци, обикновено като част от градското развитие. Обръщането на този процес е известно като дневно осветление на поток и е видима форма на възстановяване на реката. Един успешен пример е потокът Чеонгйе в центъра на Сеул. 

Примери за подземни реки също се срещат в митологията и литературата.

## Естествени примери
Има много естествени примери за и подземни реки. Наред с други неща:
- Бъндерица (река), Пирин, България - в участък под връх Кутело
- Триградска река, Родопи, България - в участъка около Триградско ждрело и пещерата Дяволското гърло
- Река Камуи, разположена в северозападния район Пуерто Рико, е една от най-големите подземни речни системи в света.
- В кръстовата пещерна система в Словения са разположени 22 подземни езера.
- Река Лост в Апалачийската планина на Западна Вирджиния изчезва под земята и се появява отново като река Какапон
- Река Мохаве вюжната част на Калифорния тече под земята на повечето места
- Националният парк Phong Nha-Ke Bàng във Виетнам има подземна река, преминаваща през пещерата му
- Подземната река Пуерто Принцеса на остров Палаван, Филипините тече под земята, преди да достигне Западно Филипинско море [5]
- Пунква в Моравския карст, Моравия, Чехия подземна река, преминава през пещерната система – пещерите „Пунква“ и пролом „Макоха“.
- Река Санта Фе в Северна Флорида слиза под земята чреж голяма дупка в Държавния парк Олмено и се появява отново в съседния държавен парк River Rise Preserve, на 4.8 км надолу по течението
- Система Сак Актун е подводна пещерна система близо до Карибско крайбрежие на полуостров Юкатан

## Изкуствени примери
В много градове има природни потоци, които са частично или изцяло построени. Такива примери за подземни градски потоци, които са създадени от човека, са твърде многобройни, за да бъдат изброени, но примерите включват: 
- Биере под Париж, Франция
- Боянска река, София, България
- Флеет и други подземни реки в Лондон
- Домел под Хертогенбош в Холандия
- Фроме под Бристол
- Хобарт Ривълет в Тасмания
- Мил Крийк във Филаделфия
- Река Негинная, която минава през серия тунели под централната част на Москва
- Танк Стрийм под Сидни, Австралия
- Зенне под Брюксел, след покриването на Зеннр между 1865 и 1871 г.
- Замъкът Франк Брук, Гарисън Крийк, Ръсел Крийк и Таддъл Крийк и други подземни градски потоци в Торонто
- Река Парк под Хартфорд

## Околна среда
Някои риби (популярно известни като пещерняци) и други троглолитни организми са адаптирани към живота в подземните реки и езера. 